# Premi Feroz a la millor direcció
El Premi Feroz a la millor direcció és un premi cinematogràfic que s'entrega anualment, des del 2014, com a part dels Premis Feroz, creats per l'Associació d'Informadors Cinematogràfics d'Espanya.

## Guanyadors i nominats
| Edició | Any  | Guanyador           | Obra                                 | Nominats |
| ------ | ---- | ------------------- | ------------------------------------ | --- |
| I      | 2014 | David Trueba        | Vivir es fácil con los ojos cerrados | - Fernando Franco - La herida - Álex de la Iglesia - Las brujas de Zugarramurdi - Manuel Martín Cuenca - Caníbal - Daniel Sánchez Arévalo - La gran familia española              |
| II     | 2015 | Alberto Rodríguez   | La isla mínima                       | - Jon Garaño y Jose Mari Goenaga - Loreak - Paco León - Carmina y amén - Carlos Marqués-Marcet - 10.000 km - Carlos Vermut - Magical Girl                                         |
| III    | 2016 | Paula Ortiz Álvarez | La novia                             | - Cesc Gay - Truman - Daniel Guzmán - A cambio de nada - Fernando León de Aranoa - Un día perfecto - Dani de la Torre - El desconocido                                            |
| IV     | 2017 | Raúl Arévalo        | Tarde para la ira                    | - Pedro Almodóvar - Julieta - Juan Antonio Bayona - Un monstruo viene a verme - Alberto Rodríguez Librero - El hombre de las mil caras - Rodrigo Sorogoyen - Que Dios nos perdone |
| V      | 2018 | Carla Simón         | Estiu 1993                           | - Aitor Arregi y Jon Garaño - Handia - Isabel Coixet - La librería - Manuel Martín Cuenca - El autor - Paco Plaza - Verónica                                                      |
| VI     | 2019 | Rodrigo Sorogoyen   | El reino                             | - Arantxa Echevarría - Carmen y Lola - Javier Fesser - Campeones - Ramón Salazar - La enfermedad del domingo - Carlos Vermut - Quién te cantará                                   |
| VII    | 2020 | Pedro Almodóvar     | Dolor y gloria                       | - Jon Garaño, Jose Mari Goenaga i Aitor Arregi - La trinchera infinita - Galder Gaztelu-Urrutia - El hoyo - Oliver Laxe - O que arde - Aritz Moreno - Ventajas de viajar en tren  |
| VIII   | 2021 | Pilar Palomero      | Las niñas                            | - Icíar Bollaín - La boda de Rosa - Cesc Gay - Sentimental - David Victori - No matarás - Luis López Carrasco - El año del descubrimiento                                         |